# Mały Kack
Mały Kack (deutsch Klein Katz, auch Klein-Katz, früher auch Redlau; kaschubisch Môłi Kack) ist ein Stadtteil von Gdynia (Gdingen) in der polnischen Woiwodschaft Pommern.

## Geographische Lage
Der Stadtteil erstreckt sich entlang des Tals der Kacza (Katzfließ) und den Moränenhügeln an der Grenze zu der Stadt Zoppot.
Die Ortschaft grenzt im Norden an die Stadtteile Witomino-Leśniczówka, Witomino-Radiostacja, Działki Leśne, im Osten an Wzgórze Świętego Maksymiliana, Redłowo und Orłowo und im Westen an die beiden Stadtteile Karwiny und Wielki Kack. Südlich grenzt sie an Zoppot.
Die Bebauung des Stadtteils besteht überwiegend aus Einfamilienhäusern.

Klein Katz (Kl. Katz) und Groß Katz (Gr. Katz), südöstlich von Neustadt in Westpreußen und nördlich von Oliva, auf einer Landkarte von 1910

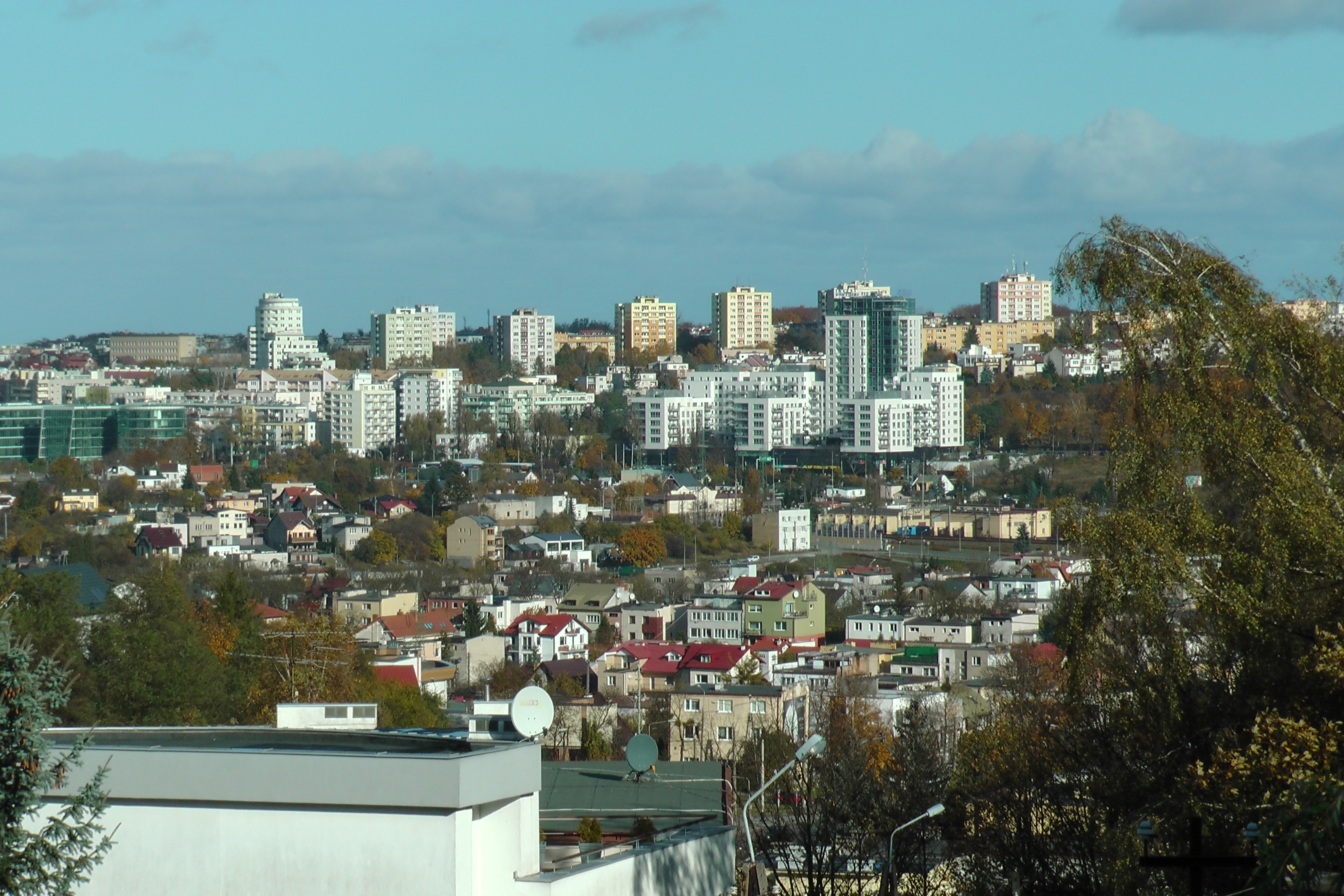
Wohnviertel des Stadtteils (2016)

## Geschichte
Im Jahr 1789 wird Klein Katz als adliges Vorwerk und Kätnerdorf mit einer lutherische Kirche, zwei Stahlhämmern,  einer Papier- und Wasser-Mahlmühle und 36 Feuerstellen (Haushaltungen) beschrieben. Es gehörte zum Justizkreis Stolzenberg und zum Haupt-Amts-Bezirk Oliva. Gutsbesitzer war ein Generalmajor Graf von Krokow.
Der Bezirk wurde am 13. Juni 1935 nach Gdingen eingemeindet.

Ehemaliges Schloss Klein Katz
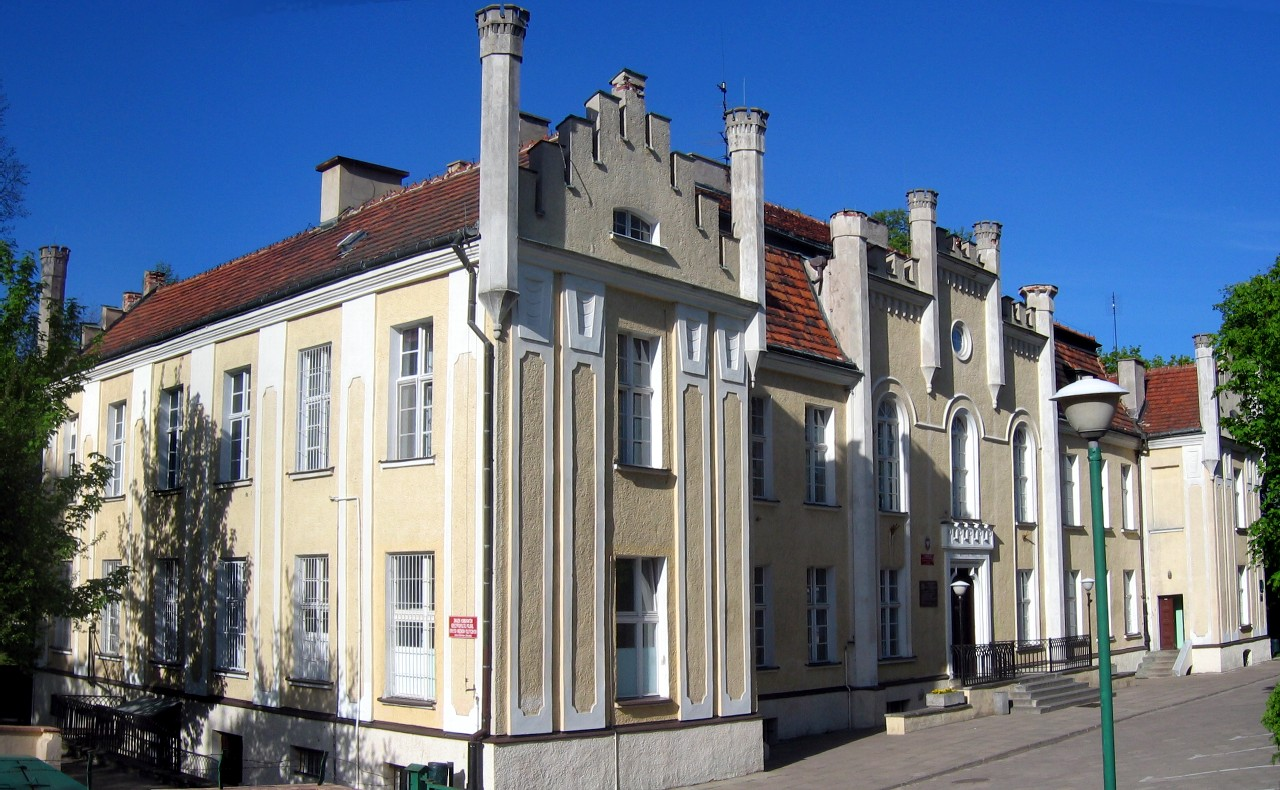
Eingangsfassade (2006)
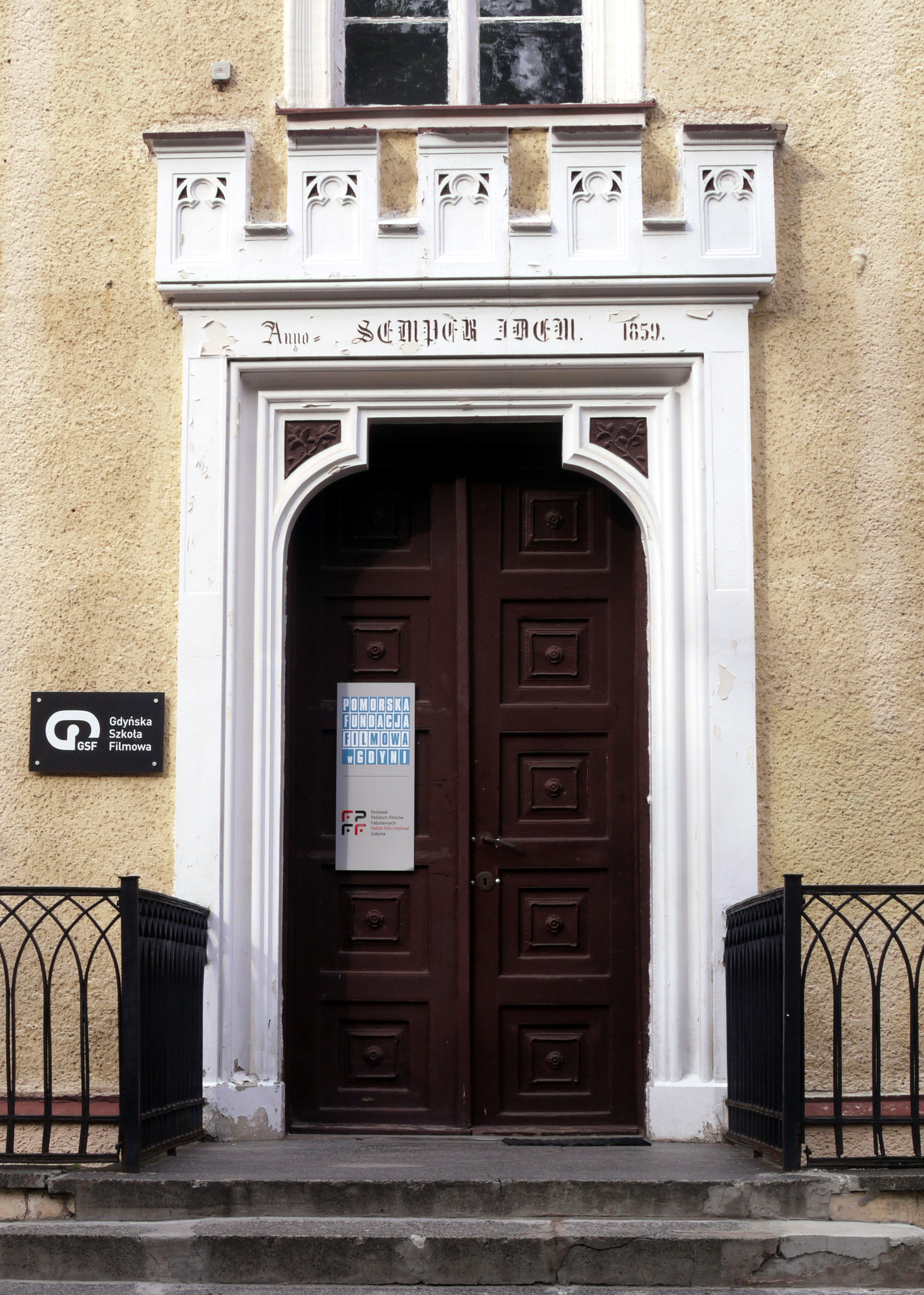
Portal mit Überschrift ‚Anno= SEMPER IDEM. 1859.‘
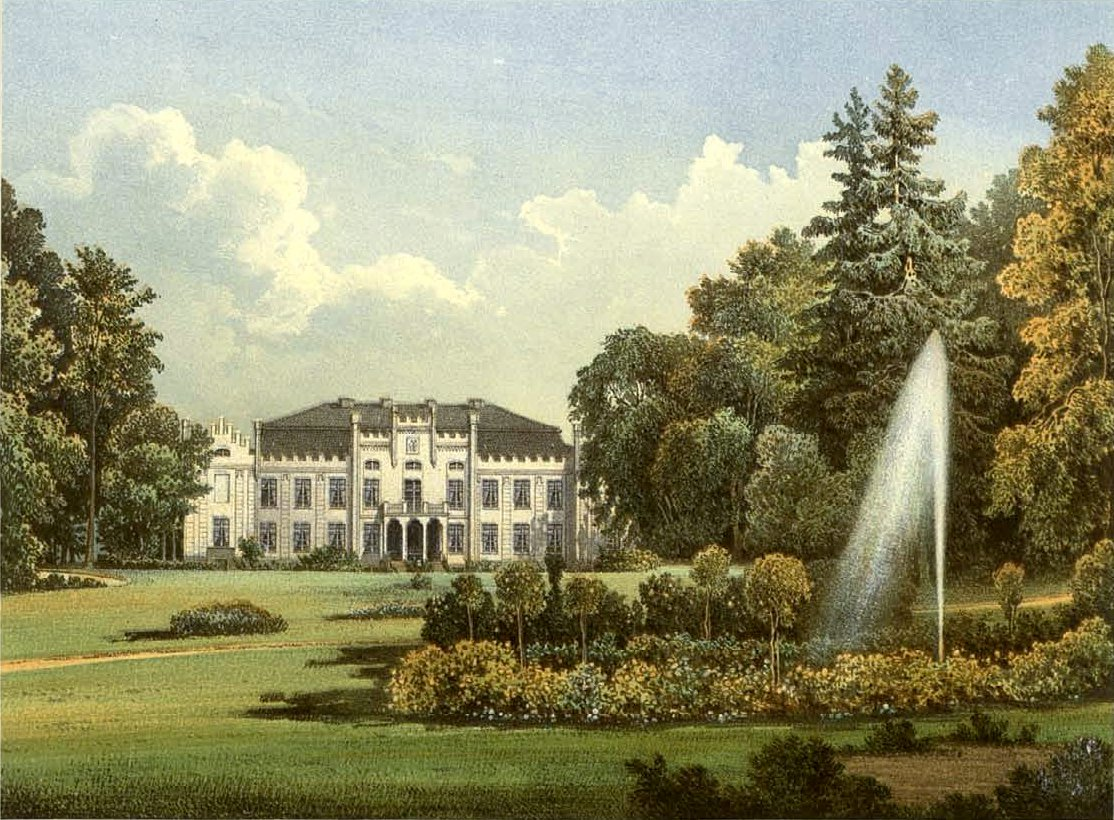
Schloss Klein-Katz mit Park um 1860/61 (Sammlung Alexander Duncker)

Nach dem  Überfall auf Polen und der Wiedereingliederung des entnommenen Korridorgebiets in das Reichsgebiet gaben die Deutschen 1939 dem Stadtteil wieder seinen ursprünglichen Namen Klein Katz zurück.

### Demographie
| Jahr | Einwohner | Anmerkungen                                                                                   |
| ---- | --------- | --------------------------------------------------------------------------------------------- |
| 1818 | 226       | adliges Dorf, Wasser- und Papiermühle; davon 133 Lutheraner und 93 Katholiken                 |
| 1864 | 376       | am 3. Dezember, Gutsbezirk                                                                    |
| 1867 | 388       | am 3. Dezember, Gutsbezirk                                                                    |
| 1871 | 359       | am 1. Dezember, Gutsbezirk, davon 172 Evangelische, 182 Katholiken und fünf sonstige Christen |
| 1910 | 301       | am 1. Dezember, Gutsbezirk                                                                    |

## Kirche

### Pfarrkirche
Nach dem Zweiten Weltkrieg wurde die evangelische Pfarrkirche von der polnischen Administration zugunsten der Römisch-katholischen Kirche in Polen zwangsenteignet und vom polnischen katholischen Klerus ‚neu geweiht‘.

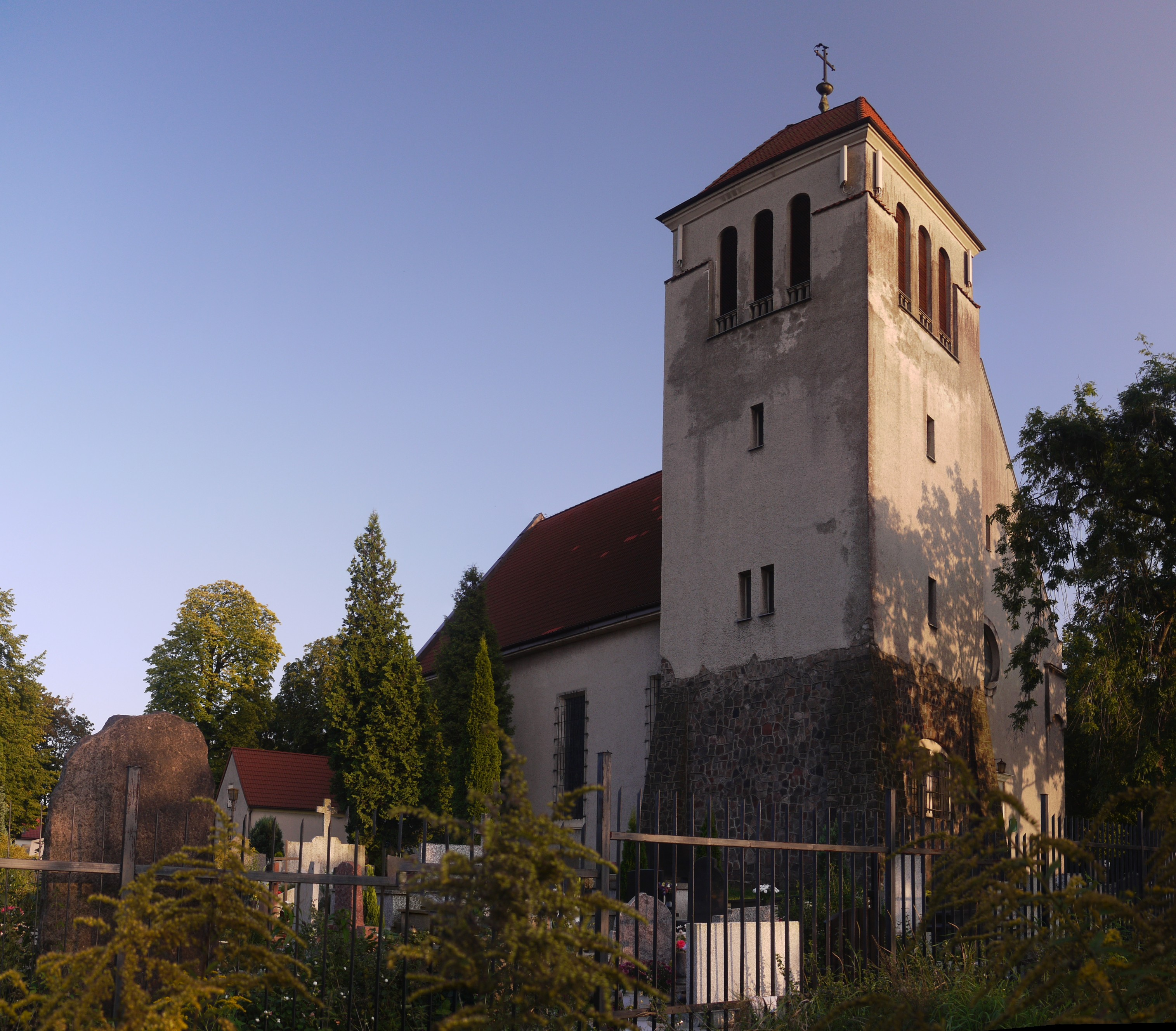
Ehemalige evangelische Pfarrkirche (2012), bis 1945 Gotteshaus der evangelischen Pfarrgemeinde Klein Katz

### Kirchspiel bis 1945
Klein Katz hatte schon vor 1713 ein evangelisches Kirchspiel. Zu dem evangelischen Kirchspiel Klein Katz gehörten die Evangelischen aus Quaschin und anderen Nachbardörfern.
Das katholische Kirchspiel war in Groß Katz.

### Polnisches Kirchspiel seit 1945
Die seit 1945 und Vertreibung der deutschen Bevölkerung anwesende polnische Einwohnerschaft ist überwiegend katholisch.

## Schule und Kultur
In dem Stadtteil gibt es drei Schulen: Die Przedszkole Francuskie przy Związku Francuzów Zagranicą, die  Amerykańska Szkoła Podstawowa (amerikanische Grundschule) und mit der Zespół Szkół nr 6 w Gdyni eine Mittelschule. In der ul. Łowicka befindet sich das Centrum Kultury w Gdyni (Kulturzentrum Gdynia).

## Bedeutende Gebäude und Sehenswürdigkeiten
- Stadtstadion, in dem die Spiele der Fußballklubs Arka Gdynia und  Bałtyk Gdynia ausgetragen werden
- Naturschutzgebiet Kacze Łęgi, mit der Quelle des Flusses Kacza (Katzfließ).

## Verkehr
Die Grenze zu Witomin-Radiostacja, Witomin-Leśniczówka und Karwiny wird von einem malerischen Abschnitt der Bahnstrecke Nowa Wieś Wielka–Gdynia bestimmt. Die Strecke passiert den Fuß eines Hügels, dessen Spitze den größten Teil von Mały Kack und der benachbarten Bezirke überragt.
An der Grenze zu Karviny, wo die Eisenbahnlinie Nr. 201 die Wielkopolska-Straße kreuzt, ist der Bau der Haltestelle Gdynia-Karwiny für Züge der Pommerschen Eisenbahngesellschaft (PKM) geplant.

## Söhne und Töchter (Auswahl)
- Georg von Brauchitsch (1885–1940), Archäologe